# المسيحية في شبه الجزيرة العربية
وصلت المسيحية في شبه الجزيرة العربية أولاً إلى مدينة البصرة الواقعة على شواطئ الخليج العربي في القرن الرابع. وفقًا لرويات سعرد كان المطران داود من البصرة حاضر في مجلس سلوقية في عام حول 325، كما تبين مصادر التاريخ الكنسي دخول المسيحية إلى شبه الجزيرة العربية من أحد السبعين رسول. وقد ذكر مؤرخون من أمثال روفينوس وهيرويزوس أن متى هو مبشر اليمن والحبشة، وبينتانوس الفيلسوف ترك الإسكندرية في القرن الثاني وتوجه نحو اليمن مبشرًا كما قال أوسابيوس، وربما ظلّت المسيحية خلال المرحلة الأولى في المناطق الساحلية متأثرة بمواكب التجارة البيزنطية، وقد أنقسم مسيحيون شبه الجزيرة العربية قبل الإسلام بين النسطورية واليعقوبية.
اليوم يعيش حوالي 3 ملايين مسيحي في دول الخليج العربي تخدمهم ثلاثون كنيسة، ويتوزعون على الكنائس الكاثوليكية والأرثوذكسية والبروتستانتية، وهم متنوعون من ناحية إثنية فمنهم آسيويون ومن أوروبا والأمريكيتين ومن بلاد الشام ومصر ومن العرب من السكان المحليين.

## تاريخ

### في الجاهلية
لم يكتب العرب تاريخهم قبل القرن التاسع أو الثاني للهجرة، وكانت معظم اهتماماتهم حين بدأ التأريخ تتلخص في تدوين التاريخ العام، وبشكل خاص تسجيل الشعر الجاهلي والمفردات اللغوية المنقرضة أو التي كادت، والأمثال والحكم وبعض الشذرات التاريخية، فلم يبدوا اهتمامًا واسعًا بالمسيحية بين العرب، أو بأي من الديانات، مما فسح المجال لتضارب الروايات وضعف البينات طوال قرون عدة. ومنذ نهاية القرن التاسع عشر وبداية القرن العشرين ساهمت الاكتشافات الأثرية في شبه الجزيرة العربية واليمن من أبنية مسيحية، كأطلال الكنائس والأديرة أو الرقم وما عليها من كتابات ذات مدلول ديني، مع مقابلة مختلف الروايات ببعضها بعضًا، واهتمام المستشرقين الحثيث، في إيضاح الصورة عن المسيحية العربية في الجاهلية قبل الإسلام.

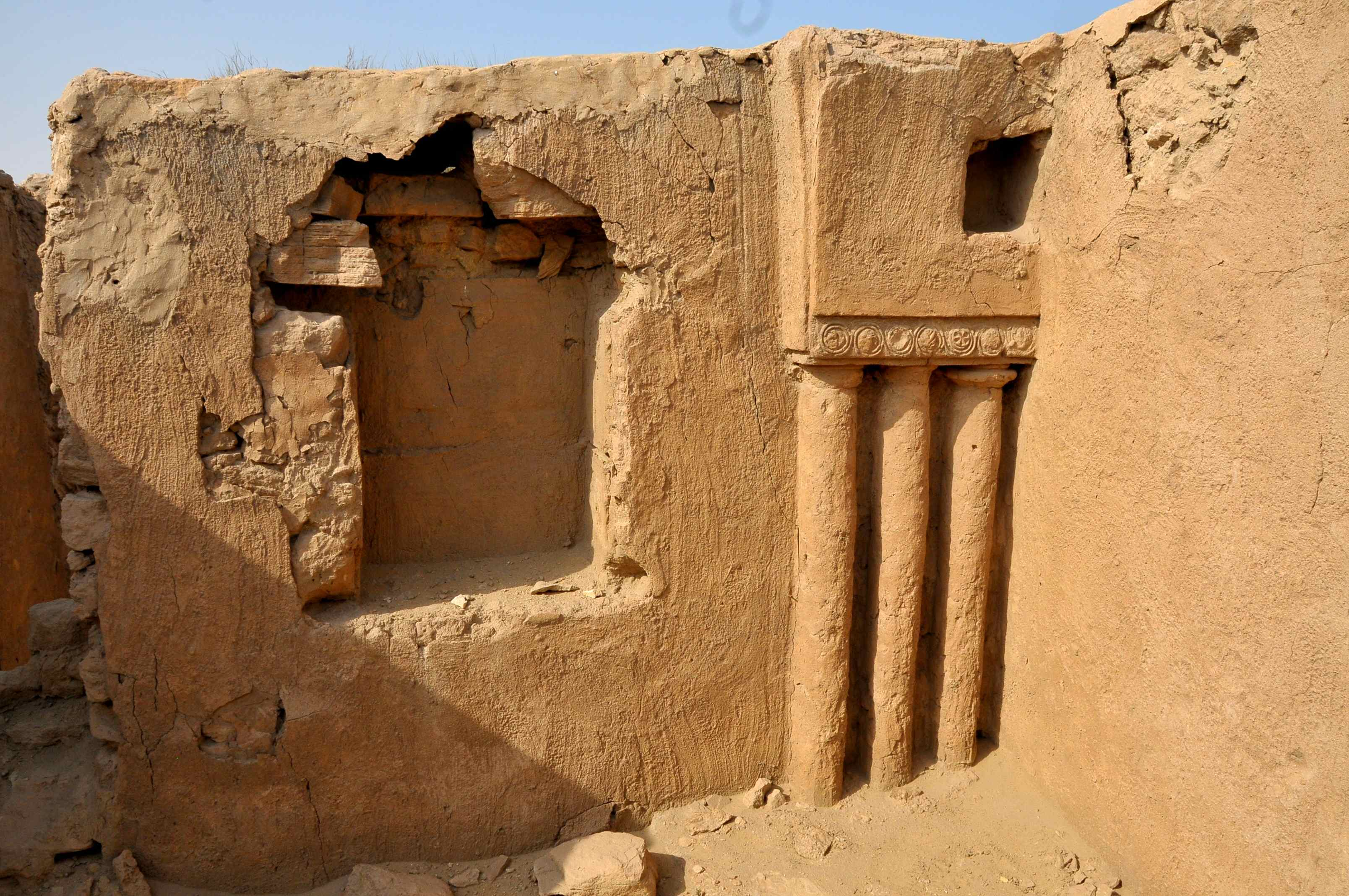
أطلال كنيسة نسطورية في الجبيل.

وقد كان لليمن حصة هامة في المسيحية العربية، وقد ذكر مؤرخون من أمثال روفينوس وهيرويزوس أن متى هو مبشر اليمن والحبشة، وبينتانوس الفيلسوف ترك الإسكندرية في القرن الثاني وتوجه نحو اليمن مبشرًا كما قال أوسابيوس، وربما ظلّت المسيحية خلال المرحلة الأولى في المناطق الساحلية متأثرة بمواكب التجارة البيزنطية، ومما يؤخذ من أمهات كتب العرب كتاريخ المسعودي وسيرة الرسول لابن هشام أنّ المسيحية تقوّت خلال القرن الثاني ودخلت في خصومة مع اليهودية منذ القرن الثالث، خصوصًا بعد ارتداد الملك عبد كلال بن مثوب إلى المسيحية من اليهودية حوالي عام 273، ثم ارتد خليفته من بعده إلى اليهودية مجددًا ويبدو أنه عادوا إلى المسيحية قبل 458 حيث اكتشفت نصوص حميرية عن كنيسة شيدها الملك في ذلك العام، ولعله الملك مرثد بن عبد الكلال، غير أنه وبعد هذا كما قال الثعالبي والفيروزآبادي وغيرهما أن "أغلب ملوك اليمن وشعبه كانوا من المسيحيين". كما كان للمسيحية في عُمان عدة قبائل وأساقفة ذكرهم ياقوت، وكذلك هو الحال في الساحل الشرقي أي قطر والبحرين والإمارات حاليًا، فإلى جانب الوثنية التي لم تختف من تلك النواحي فإن بني تميم إحدى أكبر قبائل العرب كانوا من المسيحيين يرأسهم المنذر بن سادي ومن مشاهير تلك الحقبة بشر بن عمرو وطرفة بن العبد. ويذكر أيضًا تنصّر قسم كبير من قبيلة إمرئ القيس وهم غالبية سكان الساحل الشرقي؛ وإلى جانب الجزيرة العربية وبادية الشام فإن العراق سيّما جنوبه كان دومًا موطنًا للقبائل العربية، جلّ هذه القبائل كانت قد اعتنقت المسيحية ولعل أبرزها وأكثرها شهرة المناذرة، وأول ملوكها جذيمة الأبرش الذي اتخذ من الأنبار عاصمة له، وقد تعاقب سلسلة من الملوك المسيحيين حتى الفتح الإسلامي في القرن السابع، وإلى جانب المناذرة كان بنو إياد من عرب العراق مسيحيين وقد أثبت ذلك البكري في كتابه «معجم ما استعجم» وكذلك حال بني لخم. وذكر ابن خلكان أن جميع قبائل العراق اليمانية الأصل قد تنصرّت بما فيه تيم اللات وكلب والأشعريون وتنوخ ومنها انتقلوا نحو البحرين وذلك خلال القرن الرابع. ولم يكن انتشار المسيحية أقل في الجزيرة الفراتية حيث قطن بنو بكر وبنو مضر وكلاهما من القبائل التي اشتهرت بالمسيحية وتكريم القديس سرجيس على وجه الخصوص. وقد أثبت مسيحية بني مضر وبني ربيعة وكذلك بني إياد وتغلب.

ديار قبيلة تغلب التاريخية في العراق بمحاذاة نهر الفرات. وقد كانت تغلب على دين المسيحية.

وقد تواجد المسيحيون في مكة أيضًا ومن دلائل وجود مسيحية في مكة أيضًا مقبرة المسيحيين خارج المدينة نحو طريق بئر عنبسة كما ذكر المقدسي، فضلاً عن اعتناق هذا الدين من قبل بعض أسر قريش ومنهم عبيد الله بن جحش وعثمان بن الحويرث وزيد بن عمر وورقة بن نوفل وآخرون، ذكرهم جميعًا لابن هشام. ويبدو أنه في المدينة المنورة كان يوجد نوع خاص من الطوائف المسيحية التي نبذتها الكنيسة الرسمية واعتبرتها هرطقة، كانت تؤله مريم العذراء وتقدّم لها القرابين، وقد ذكر هذه الطائفة عدد من المؤرخين أمثال أبيفانوس متفقًا بذلك مع ابن تيمية الذي أسماهم "المريمين"، كذلك فقد أشار الزمخشري والبيضاوي لهذه الطائفة في تفسير القرآن. إلى جانب طائفة أخرى عرفت باسم "الداوديين" لمغالاتهم في تكريم النبي داود وصنفها البعض من المؤرخين المعاصرين على أنها بدعة يهودية - مسيحية، وكشف الخوري عزيز بطرس عن وثائق تقول أنه للمشارقة أسقف في يثرب وثلاث كنائس على اسم إبراهيم وأيوب وموسى، وقال الطبري أن قبر أحد تلامذة المسيح موجود في وادي العقيق المجاور للمدينة، غير أن المسيحية ظلت فيها أقلية بل أقلية ضئيلة كما قال هنري لامنس. وفي مكة اعتنق بنو جرهم المسيحية على يد سادس ملوكهم عبد المسيح بن باقية، وأشرفوا على خدمة البيت الحرام قسطًا من الزمن، وتنصر معهم بنو الأزد وبنو خزاعة وقد أثبت ذلك أبو الفرج الأصفهاني. ومن دلائل وجود مسيحية في مكة أيضًا مقبرة المسيحيين خارج المدينة نحو طريق بئر عنبسة كما ذكر المقدسي، فضلاً عن اعتناق هذا الدين من قبل بعض أسر قريش ومنهم عبيد الله بن جحش وعثمان بن الحويرث وزيد بن عمر وورقة بن نوفل وآخرون، ذكرهم جميعًا لابن هشام.
ويقول المستشرق سوزومان أن العرب عمومًا اعتنقوا المسيحية بجهود الكهنة والرهبان "السيّاح" الذين انتشروا في تلك الأصقاع، وزادت قوة المسيحية بتنصّر كبرى القبائل، فانتظمت في أبرشيات عديدة ورسم عليها أساقفة ورؤساء أساقفة. وبذلك فإنه يُرى ضمن أسماء الأساقفة الموقعين على أعمال المجامع المسكونية في مجمع نيقية ومجمع القسطنطينية ومجمع أفسس أسماء عرب مثل "الحارث" و"عبد الله" و"وهب الله"، وقد انقسم أساقفة العرب إلى حضر يقيمون في المدن، و"أساقفة خيام" أو "أساقفة الوبر" ويقيمون في الخيام وينتقلون مع قبائلهم من مكان إلى آخر، وبلغ عدد الأساقفة العرب لدى الأنباط وحدهم أربعين أسقفًا كما روى ابن دريد.
كما تمت حركة ترجمة نشطة للكتاب المقدس إلى العربية، ومن أعلام فترة العرب قبل الإسلام طيطس رئيس أساقفة بصرى المقارع لماني وماوية "ملكة العرب" التي حاربت الرومان وفتحت البلاد حتى حدود مصر، ولم ترض بمصالحة الرومان ما لم يرسلوا لها الناسك موسى. وإيليا البطريرك العربي الذي غدا رئيس أساقفة القدس وتوفي عام 513، والقديس أفتيم الذي جال في نواحي الجزيرة مبشرًا بالمسيحية كما ذكر معاصروه من المؤرخين أمثال كيرلس سيتوبوليس، وهناك أيضًا الأربعون شهيدًا الذين سقطوا عام 309 في سيناء خلال غارة قام بها وثنيون عرب على صوامعهم في جبل موسى، وأقيم فوق موقع الحدث دير طرى المعروف أيضًا باسم دير الأربعين تكريمًا لهم، ومنذ ذلك الحين حصّن الرهبان أديرتهم بشكل جيد وكان أقواها دير طور سينا المبني بأمر من الإمبراطور يوستنيان وكان يحوي عددًا من الأساقفة واللاهوتيين. يضاف إلى هؤلاء القديسين سلسلة الملوك الغساسنة والمناذرة وعدد من الشعراء أمثال قس بن ساعدة الإيادي وطرفة بن العبد وأمية بن أبي الصلت وعمرو بن هند وسواهم. على الصعيد التنظيمي أيضًا كان رئيس أساقفة اليمن له لقب "جاثليق" وهو اللقب الذي يلي البطريرك في الرتبة، وقد جمعت علاقة خاصة بين أهل اليمن والكنيسة السوريّة، كما يستدل من بعض ميامير أفرام السرياني وسيرة سمعان العمودي والمؤرخ فيلسترجيوس الذي قال أن قرى ومستعمرات ناطقة بالسريانية أقيمت في اليمن، ومنها دخل الخط السرياني إلى قبائل قحطان وحمير فساعد في تطوير الخط العربي. كما ذكر ابن خلدون ولابن هشام في "سيرة الرسول" وياقوت الحموي كذلك أن نجران كان جميع أهلها من المسيحيين، وعندما ارتد الملك ذو النواس إلى اليهودية رفض أهل النجران العودة إليها، فأحرق منهم عشرين ألفًا كما روى ابن اسحق في الأخاديد، وقد ذكرت القصة في القرآن. على أن الإمبراطور أغاظه ما حل بمسيحيي اليمن فطلب من النجاشي في الحبشة احتلال البلاد والقضاء على ذي النواس، ففتح الحبشيون اليمن ودام حكمهم فيه حتى 575، وقد شجع الحبشيون المسيحية في اليمن فازدهرت وتقوّت حتى كادت الوثنية تنقرض، وشيّد الحكام بناءً فخمًا شهد له القدماء بجماله وفخامته تكريمًا لقتلى الأخدود وزيّن البناء بالحلي والجواهر والقناطر ودعته العرب "كعبة نجران" وأشرف عليها بنو عبد المدان من بني الحارث، إلى جانب كنيسة القليس التي يكاد لا يخلو كتاب في تاريخ العرب من ذكرها لشهرتها، وقيل أنها بنيت لجذب الناس عن كعبة مكة وقيل أيضًا لجذب الناس عن قصر غمدان محج وثنيي اليمن. وفي المرحلة اللاحقة قاوم اليمنيون سيطرة الحبشة وأرادوا استقلالهم وقاد المقاومة سيف بن ذي يزن وهو بدوره مسيحي كما جاء في كتاب «أنساب العرب» لسلمة بن مسلم، وخلفه ابنه معدي كرب.

### في صدر الإسلام

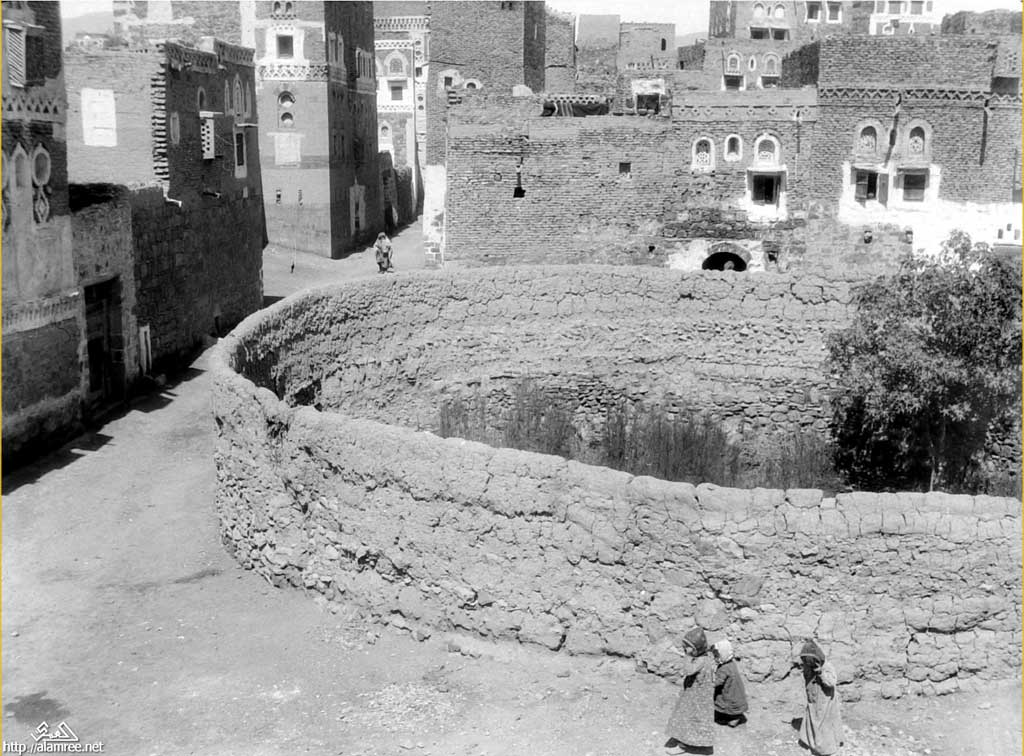
بقايا كنيسة أو كعبة أبرهة الحبشي في صنعاء القديمة.

عندما ظهر الإسلام في القرن السابع واستخدم القرآن ألفاظًا مثل «نصرانية» و«عيسى بن مريم» و«يحيى» و«يونس» و«حواريين» فهو استخدم المصطلحات التي كانت شائعة بين عرب الجزيرة ولم يأت بمفرادت جديدة، أي أن المسيحيين العرب حينها استخدموا هذه الألفاظ للدلالة على أنفسهم ولم يقم الإسلام سوى باستخدامها، تمامًا كمفردات أخرى ظلّت في المسيحية كما هي ووردت في القرآن أمثال «نسك» و«رهبانية»، وتجدر الإشارة أن المؤرخين العرب المسحيين لم يجدوا حرجًا في استعمال هذه المصطلحات حتى القرن التاسع عشر أمثال يوسف الدبس من لبنان وإقليمس داود من العراق، غير أنه ومنذ القرن العشرين، باتت اللغة الرسمية في الكنيسة تفضل «يسوع» و«مسيحيين». هناك ألفاظ أخرى وردت في القرآن وكانت شائعة بين المسيحيين العرب أمثال «محرر» في سورة آل عمران 31 للدلالة على النذير و«قس» في سورة المائدة 82، أما الكاهن لم يستعمله المسيحيون العرب، وجاء ذلك كما بُرر في لسان العرب لأن كل من تعاطى علمًا دقيقًا أسمته العرب كاهنًا، ومنهم من سمّى الطبيب كاهنًا، فلكي لا يختلط الأمر بين السحر والشعوذة والطقوس سمّى العرب رجال دينهم قسسًا المستمدة من السريانية.
سوى ذلك، فيرى أن العلاقة بين النبي محمد والمسيحيين كانت ودية للغاية، فقد تجادل عشرة أساقفة من نجران مع النبي في شؤون لاهوتية ومنحوا الأمان في دينهم لقاء ضريبة "الجزية" التي تدفع مقابل عدم الاشتراك في الخدمة العسكرية بلغت قيمتها 80 ألف درهم، ولمناسبة هذا النقاش نزل الوحي على النبي بسورة آل عمران وهي عائلة مريم العذراء في المعتقدات الإسلامية، ومن جملة الرسائل التي بعث بها النبي إلى الملوك العرب والعجم وأغلبهم من المسيحيين رسالة إلى ملك عمان جيعز بن الجلندي وهو مسيحي؛ ومع تعاظم شأن الإسلام اعتنقت عدة قبائل عربية الدين الجديد ومنهم قبيلة حنيفة في عام الوفود، إلى جانب إسلام قبيلة عبد القيس التي شكلت أغلب سكان البحرين ونواحيها، وفي العام نفسه اتفق بنو الحارث بن كعب مع النبي على الاحتفاظ بدينهم كما قال ابن سعد في «كتاب الوفادات». ويرى نضال الصالح أن المسيحيين لم يكونوا في مواجهة مع الإسلام طوال البعثة النبويّة، إذ كان النبي حينها مشغولاً بمقارعة وثنيي قريش ويهود المدينة، على العكس من ذلك فقد قدمت الحبشة المسيحية ملجأ للمسلمين في بداية دعوتهم هربًا من الاضطهادات المتكررة في الحجاز. يذكر في هذا الصدد استثناء متعلق بغزوة مؤتة وغزوة ذات السلاسل اللتين حصلتا في العام الثامن من الهجرة، ولم يحقق المسلمون نصرًا، ووقفت قبائل العرب ضد الجيش الإسلامي فيها.
وبعد وفاة النبي عادت عدة قبائل كانت قد اعتنقت الإسلام إلى المسيحية ومنهم بنو عقيل سكان اليمامة فجرّد لهم أبو بكر حملة عسكرية لمحاربتهم وكان ذلك "أول حرب أهلية طائفية بين عرب مسيحيين وعرب مسلمين"؛ أما بنو كلب الذين كانوا قد انقسموا إلى فريقين قسم حافظ على المسيحية وآخر دخل في الإسلام، عادوا جميعهم إلى المسيحية فقاد خالد بن الوليد حملة عسكرية ضدهم، أفضت إلى مجزرة حيث قُتل جميع الأسرى من مسيحيي بني كلب ومعهم مجموعة قبائل متآلفة معهم في دومة الجندل ولم ينج سوى القليل. ثم جاء عمر بن الخطاب وأخرج حديثًا مفاده أنه لا يجتمع في جزيرة العرب دينان، ولذلك خيّرت القبائل بين الإسلام أو الهجرة، فأسلمت بعضها وهاجر بعضها الآخر إلى بلاد الشام وبعضها الآخر إلى الأناضول في تركيا، وحصلت معارك عسكرية في بعض المواقع؛ وكان أقسى الأمر إجلاء مسيحيي نجران عنها وقد بلغ عددهم أربعين ألف مقاتل، وربما كان سبب الإجلاء خشية تنامي نفوذهم وقوتهم. ويبدو أن الخلافة الراشدة لم تنفذ هذا الحديث بشكله الكلي، فمن الثابت وجود أسقف للمشارقة في نجران حتى القرن الثامن، وجاء في كتاب الفهرست لابن نديم اجتماع المؤلف مع رهبان من نجران عام 988، وبحسب تقويم الكنيسة ذاتها فإنه وحتى عام 1260 كان يوجد خمسة أساقفة في اليمن يرأسهم رئيس أساقفة صنعاء، حين قضى المماليك على المسيحية فيها وبلغ عددهم 10,500 شخص من بضعة مئات آلاف شكلوا سكان اليمن؛ ويبدو أن المسيحيين في جزيرة سقطرة استطاعوا الصمود لفترة أطول حتى القرن الخامس عشر كما يستدلّ من كتابات ماركو بولو الذي قال أن مسيحيي سقطرة يتبعون الكنيسة الكلدانية وهم نحو عشرة آلاف رجل عصوا على المماليك حتى 1480، ويستدلّ على ذلك أيضًا من كتابات القديس فرنسيس كسفاريوس الذي زار تلك الأصقاع مع بداية العهد العثماني. كما أنه أواخر القرن السابع عُقد مجمع كنسي محلي في العراق وقع عليه أساقفة من قطر والبحرين ما يدلّ على عدم انقراض المسيحية في تلك النواحي، لتكون بداية القرن الثامن موعد ذلك، وقد نقلت بعض الوثائق العائدة للبطريرك أيشوعاب الثالث أن القبائل التي تبعت كنيسته في عمان قد اعتنقت الإسلام هربًا من فرض تسليم "نصف ثروات المسيحيين لمسلمين"، وهو ما دفع قسمًا آخر للهجرة نحو الأحواز، ولايمكن تعميم ما حصل في عمان على سائر المناطق، علمًا أنه في الأحوال العاديّة كان مقدار الجزية أربع دنانير ذهبية للأغنياء وديناران لمتوسطي الحال ودينار واحد عن الأحداث، ويعفى منها الفقراء والمسنون وذوو العاهات ورجال الدين والنساء.

## الآثار

### البحرين (منطقة تاريخية)
في القرن الخامس كانت البحرين مركزًا رئيسيًا للمسيحية النسطورية وكنيسة المشرق، وكانت مدينة سماهيج مقر رئيس الأساقفة. وبقيت البحرين مركزًا للمسيحية النسطورية حتى تبني البحرين الإسلام عام 629. على الرغم من تعرض النساطرة في في كثير من الأحيان للاضطهاد من قبل الإمبراطورية البيزنطية، ولكن كون البحرين كانت خارج سيطرة الإمبراطورية فلم يتعرضوا للاضطهاد. لا تزال اليوم العديد من قرى جزيرة المحرق تحتفظ باسماء مسيحية وتعكس هذا الإرث المسيحي، منها قرية الدير.
كما لا زالت بعض الاسر البحرانية تحمل أسماء مسيحية مثل عائلة الصليبي في القطيف والبحرين وعائلة الراهب بالقطيف وعائلتا المسيح وشمعون بالبحرين، كما لا زال البحرانيون يمارسون حتى الان عادات وطقوس مسيحية نسطورية مختلفة.

### فيلكا
في منطقة القصور الواقعة تقع في وسط جزيرة فيلكا وهي عبارة عن عدة أماكن أثرية بلغ عددها 12 مكان، وقد وُجد فيها كنيسة تعود إلى فترة ما قبل البعثة النبوية بمئة عام، وكانت تُستعمل حتى العهد العباسي، ولكنها هُجرت بعد ذلك.

### الجبيل

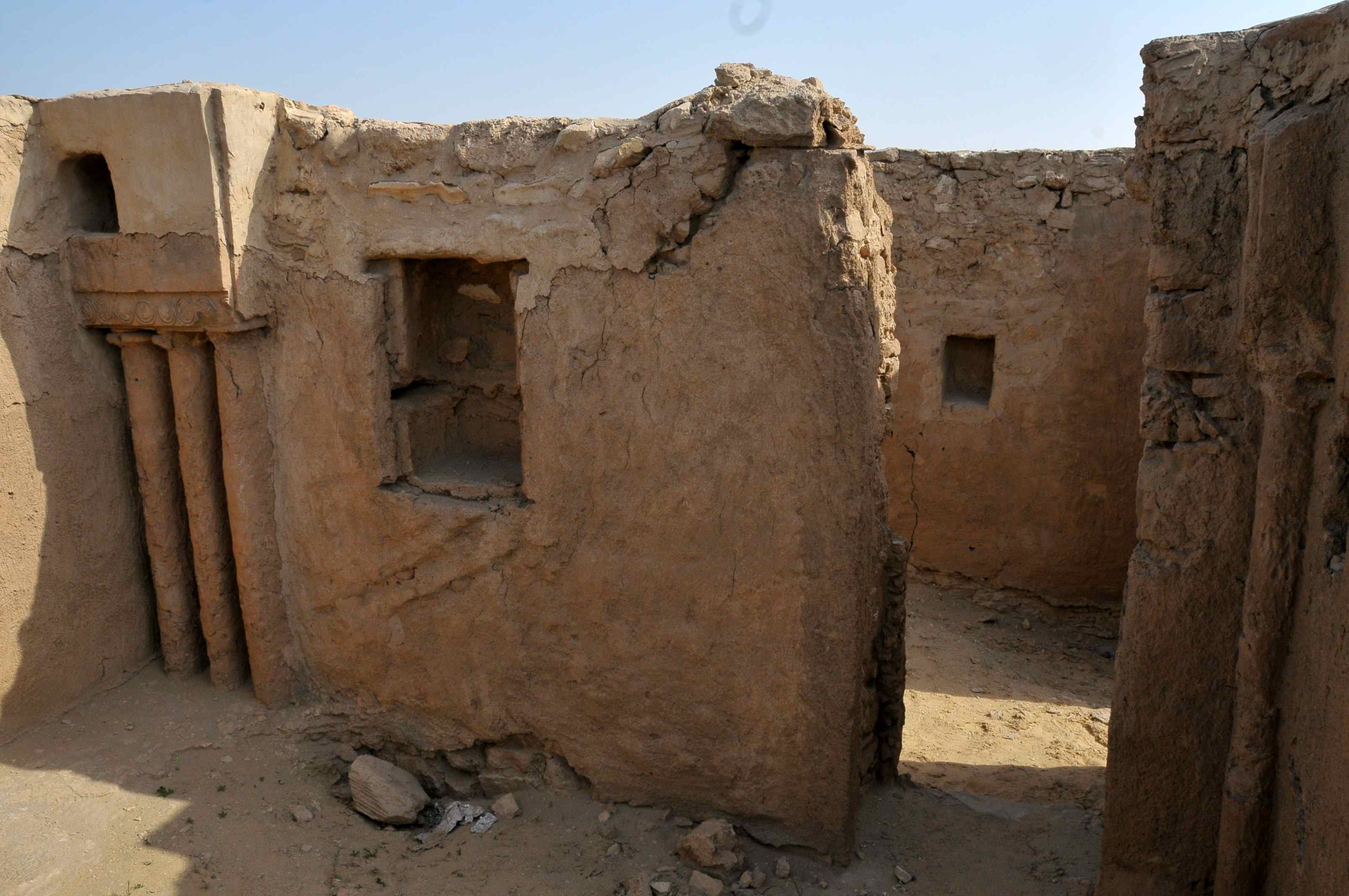
أطلال كنيسة نسطورية في الجبيل.

تعتبر الآثار المكتشفة غرب الجبيل عام 1986 والتي يعتقد أنها للمذهب النسطوري أحد أهم الدلائل على تواجد المسيحية في شرق الجزيرة العربية قبل ظهور الإسلام، وقد عثر على من بقايا تتكون من صحن للكنيسة و3 هياكل يقال انها تابعة للمذهب النسطوري ومن المعروف أن هذا المذهب انتشر بشكل واسع في المنطقة خلال القرن الرابع الميلادي.

### نجران
المجتمع المسيحي القديم في نجران بجنوب السعودية ذهبوا في صراع مع حكام اليمن "اليهود" في الفترة ما بين القرن الرابع والخامس. وتشير المصادر النسطورية إلى تاريخ دخول المسيحية إلى نجران إلى بداية القرن الخامس بواسطة تاجر نجراني يدعي "حيّان" أو "حنّان"، كان قد تنصر في الحيرة ثم عاد إلى موطنه وبشّر فيه. إلا أن هذه الروايات لا تشير إلى وجود تنظيم كنسي ملموس بنجران في القرن الخامس الميلادي.

## المسيحية في العصر الحديث

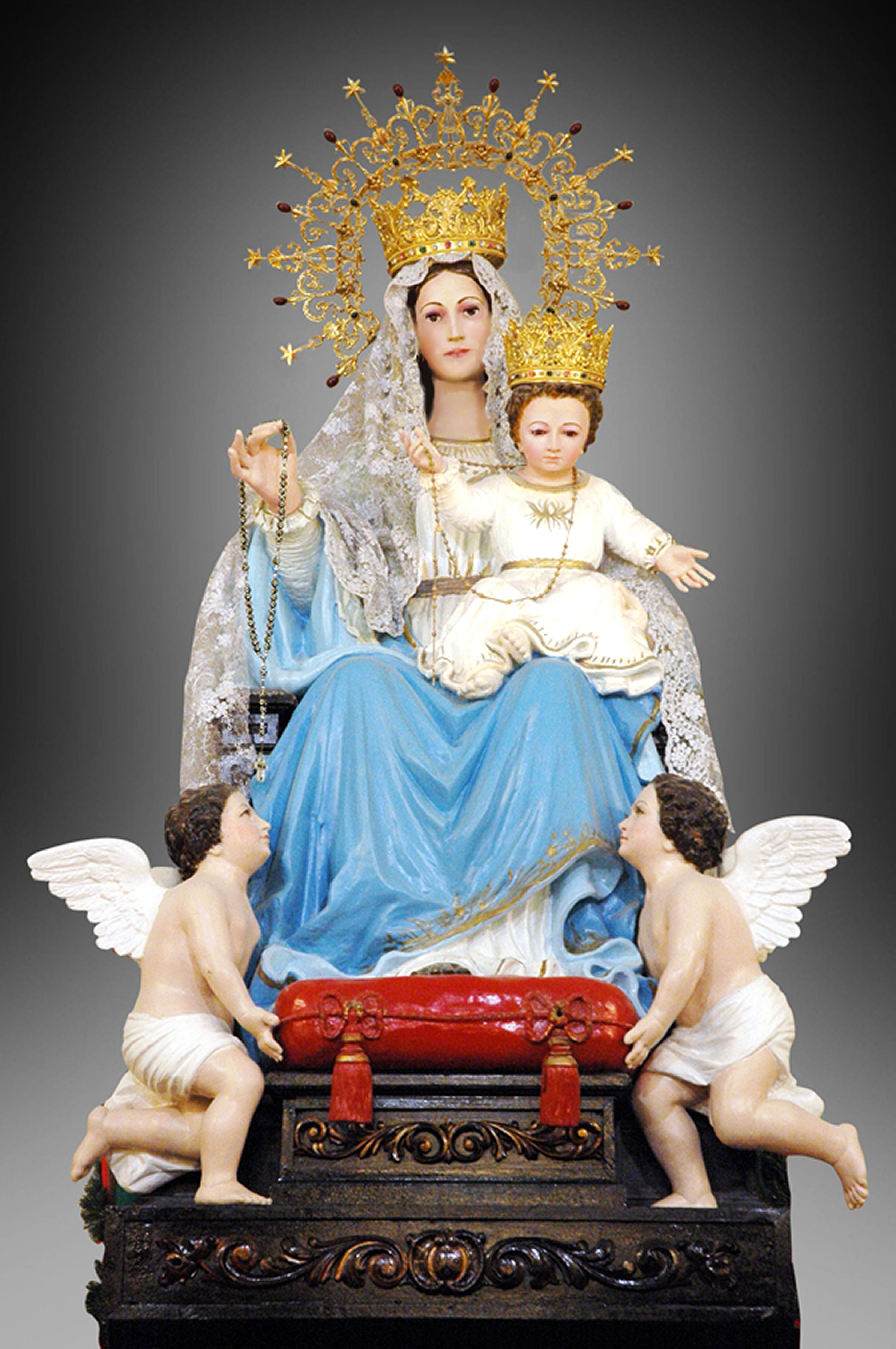
تمثال سيدة الجزيرة العربيّة في كنيسة الأحمدي الكاثوليكيَّة، الكويت.

عدد السكان في دول مجلس التعاون الخليجي بلغ نحو 46,800,000 نسمة، منهم 13 مليون وافد، يشكل المسيحيون نسبة 20% منهم، أي حوالي 3 ملايين مسيحي، وتحوي السعودية أكبر تجمع مسيحي في دول مجلس التعاون الخليجي.
يتوزع المسيحيين في دول مجلس التعاون الخليجي على ست دول، والكتلة الأكبر تتواجد في السعودية وهي الدولة الوحيدة في الخليج العربي التي لا يملك المسيحيين كنيسة فيها. مسيحيو الخليج، خليط من العرب والآسيويين والأوروبيين، وهذا الرقم لا يضم الهندوس والبوذيين والسيخ، إنما يجمع الأرثوذكس والكاثوليك وموارنة لبنان والبروتستانت في غالبيتهم.
بشكل عام، تمارس الجاليات المسيحية حرية العبادة في هذه الدول من خلال الكنائس الخاصة بكل طائفة، بإستثناء السعودية التي تحظر هذا النشاط وإن خرجت تسريبات إعلامية قبل أربع سنوات تقريباً عن مفاوضات تجري بين المملكة والفاتيكان، من أجل السماح ببناء كنيسة كاثوليكية هناك، علماً أنه يوجد نحو 900 ألف كاثوليكي يعيشون ويعملون في السعودية. شهدت بعض عواصم دول الخليج العربي في السنوات العشر الأخيرة بناء عدة كنائس جديدة.
يمارس المسيحيون المقيمون في هذه الدول شعائرهم، وبحرية داخل المجمعات الكنسية التي بنيت حديثًا وتبرعت معظم حكومات دول المنطقة بأراضيها، ومن السهل لزائر دوار الشيراتون في مدينة الكويت أو أبوظبي أو «حي أبو هامور» في الدوحة أن يلحظ التجمعات البشرية التي ترتاد الكنائس الواقعة في قلب المراكز التجارية.
يمنع على الكنائس ممارسة حملات تبشير أو القيام بتوزيع مطبوعات من شأنها الدعوة للتنصير، وهذا محل تفاهم واتفاق مع القائمين على إدارة الكنائس والمشرفين عليها. نسبة المواطنين المسيحيين من أبناء الخليج محدودة، وتعد بالمئات وأكثرهم في الكويت وسلطنة عمان والبحرين، نظرًا إلى أقدمية تواجدهم في هذه العواصم، والكويت تتميز في هذا الجانب، وفيها أول مواطن كويتي قس هو عموانيل غريب، راعي الكنيسة الإنجيلية الوطنية في الكويت. تكفل معظم دساتير المنطقة حرية العبادة وحق الديانات في ممارسة شعائرها ضمن القوانين المرعية الإجراء.
في 3 فبراير من عام 2019 قام البابا فرنسيس بزيارة الإمارات العربية المتحدة، ليصبح أول بابا كاثوليكي يزور شبه الجزيرة العربية في التاريخ. حيث تشير التقديرات إلى أنه يوجد في الإمارات قرابة مليون مسيحي، كما ويوجد في دبي الكثير من الكنائس وجميعها على أراضٍ تبرع بها الحاكم الحالي الشيخ محمد بن راشد. والطقوس المسيحية في الإمارات لها ما يميزها بإقامة الصلاة الرئيسية يوم الجمعة، فهو يوم العطلة الأسبوعية بالنسبة للكثيرين. وفي 5 فبراير من عام 2019 قاد البابا فرنسيس، قداساً تاريخياً في الإمارات شارك فيه بأكثر من 130 ألف كاثوليكي، تجمعوا في ملعب لكرة القدم بالعاصمة أبو ظبي. ودعا البابا في اجتماع مع رجال دين مسلمين وحاخام قبل القداس إلى إنهاء الحروب في الشرق الأوسط ومنها النزاع المسلح في اليمن وسوريا. وأدان البابا الصراع في اليمن، الذي تشارك فيه الإمارات كجزء من التحالف الذي تقوده السعودية.

### السعودية
تذكر بعض المصادر أن نسبة المسيحيين بالمملكة العربية السعودية وغالبيتهم من الأجانب حوالي 3.7%، منهم 800 ألف كاثوليكي، فيما تقول بعض المواقع المسيحية مثل World Christian Database وجود حوالي 13,000 مسلم "يمارسون الطقوس المسيحية سرا".
إلى جانب المسيحيين الوافدين الأجانب، رسميًا فإنه لا يوجد مسيحيون سعوديون كما أن من شروط منح الجنسية السعودية هو الإسلام، ويعّد التحول الديني من الإسلام إلى أي ديانة أخرى مجرم في البلاد. وتذكر بعض المصادر أن نسبة المسيحيين بالمملكة وغالبيتهم من الأجانب حوالي 3.7%، منهم 800 ألف كاثوليكي، فيما تقول بعض المواقع المسيحية مثل World Christian Database وجود حوالي 13,000 مسلم سعودي ارتدوا عن الإسلام و "يمارسون الطقوس المسيحية سرًّا". وتشير دراسة من قبل جامعة سانت ماري الأمريكية والتي نشرت عام 2015 حول أعداد المسلمين المتحولين للديانة المسيحية، أن حوالي 60,000 مسلم تحول للديانة المسيحية في السعودية بين السنوات 1960-2015.
لا يوجد كنائس رسمية في السعودية رغم وجود كنيسة أثرية في جبيل يسميها الناس كنيسة جبيل السعودية ولكن الحكومة لا تسمح للمواطين والاجانب بزيارتها. المسيحيين يمارسون عباداتهم اما عن طريق الإنترنت وغرف المحادثة أو الاجتماعات الخاصة. المسيحيون الأجانب عادةً يجتمعون في الكنيسة التي تعقد في إحدى السفارات بعد التسجيل وإظهار جوازات السفر لإثبات جنسيتهم الأجنبية أو عن طريق الجمعيات الخاصة "الغير قانونية" في البلد. التي يمكن أن تكون سببا لمداهمات الشرطة الدينية. لكن بالرغم من ذلك تداهم الشرطة الدينية المنازل لمضايقة المسيحيين حيث اجتماعات الصلاة.

### البحرين

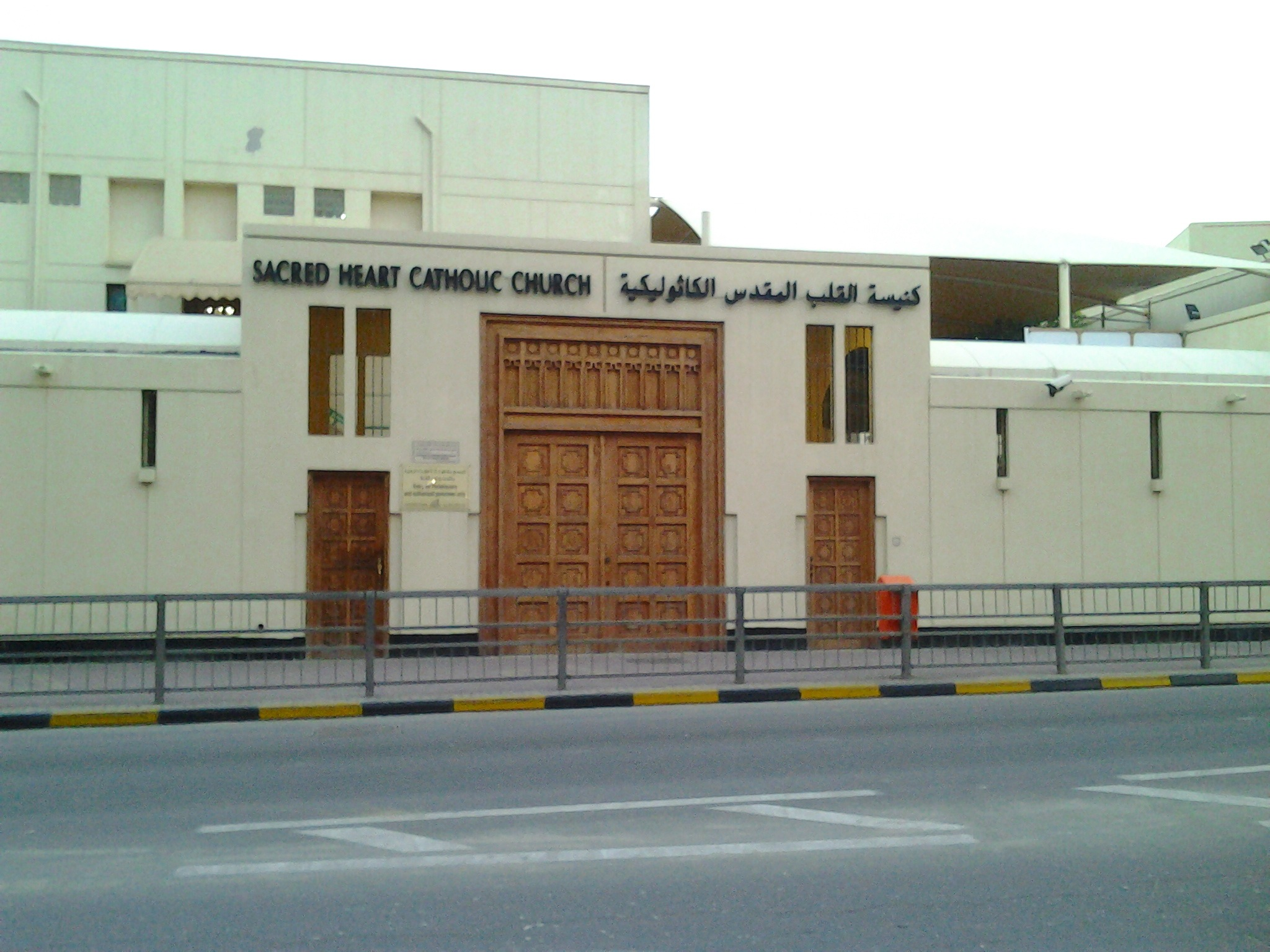
كنيسة القلب المقدّس الكاثوليكيّة في البحرين.

يبلغ عدد المسيحيين في البحرين نحو 250 الف مسيحي من اصل 500 الف وافد مقابل 700 الف مواطن بحريني وبإجمالي عدد السكان 1,200 مليون نسمة.
تصل أعداد المسيحيين الذين يحملون الجنسية البحرينية إلى حوالي 1,000 نسمة يتوزعون على 100 عائلة بحرينية. أكبرها حوالي ست أسر مسيحية بحرينية وهي حيدر ونصيف وسمعان واوجي ووديع وأنطون. غالبيّة المواطنين البحرينيين المسيحيين هم من طائفة الأرثوذكس، وتعتبر الكنيسة الأرثوذكسية أكبر الطوائف المسيحية بين المسيحيين البحرنيين. ويتمتع المسيحيين بالعديد من الحريات الدينية والاجتماعية، وحتى في العضوية في الحكومة البحرينية.
وتعتبر "الكنيسة الإنجيلية الوطنية" هي أقدم كنيسة تبني في الخليج في البحرين، أسسها المرسلون الإنجيليون الأميركيون وهم من أسس أيضًا مستشفى الارسالية الأمريكية، والكنيسة معروفة اليوم بالكنيسة الإنجيلية الوطنية البروتستانتية ويعود تاريخها إلى عام 1906، وفق ما قال سكرتير الكنسية والجماعة العربية التابعة لها يوسف حيدر. وقد جري تمثيل اليهود والمسيحيون في أول مجلس بلدي أنشئ في البحرين في العام 1920 جنبا إلى جنب مع ممثلين عن المواطنين البحرينيين من السنة والشيعة.
وفقًا لدراسة المؤمنون في المسيح من خلفية مسلمة: إحصاء عالمي وهي دراسة أجريت من قبل جامعة سانت ماري الأمريكيّة في تكساس سنة 2015 وجدت أن عدد المسلمين في البحرين المتحولين للديانة المسيحية يبلغ حوالي 1,650 شخص.

### الكويت

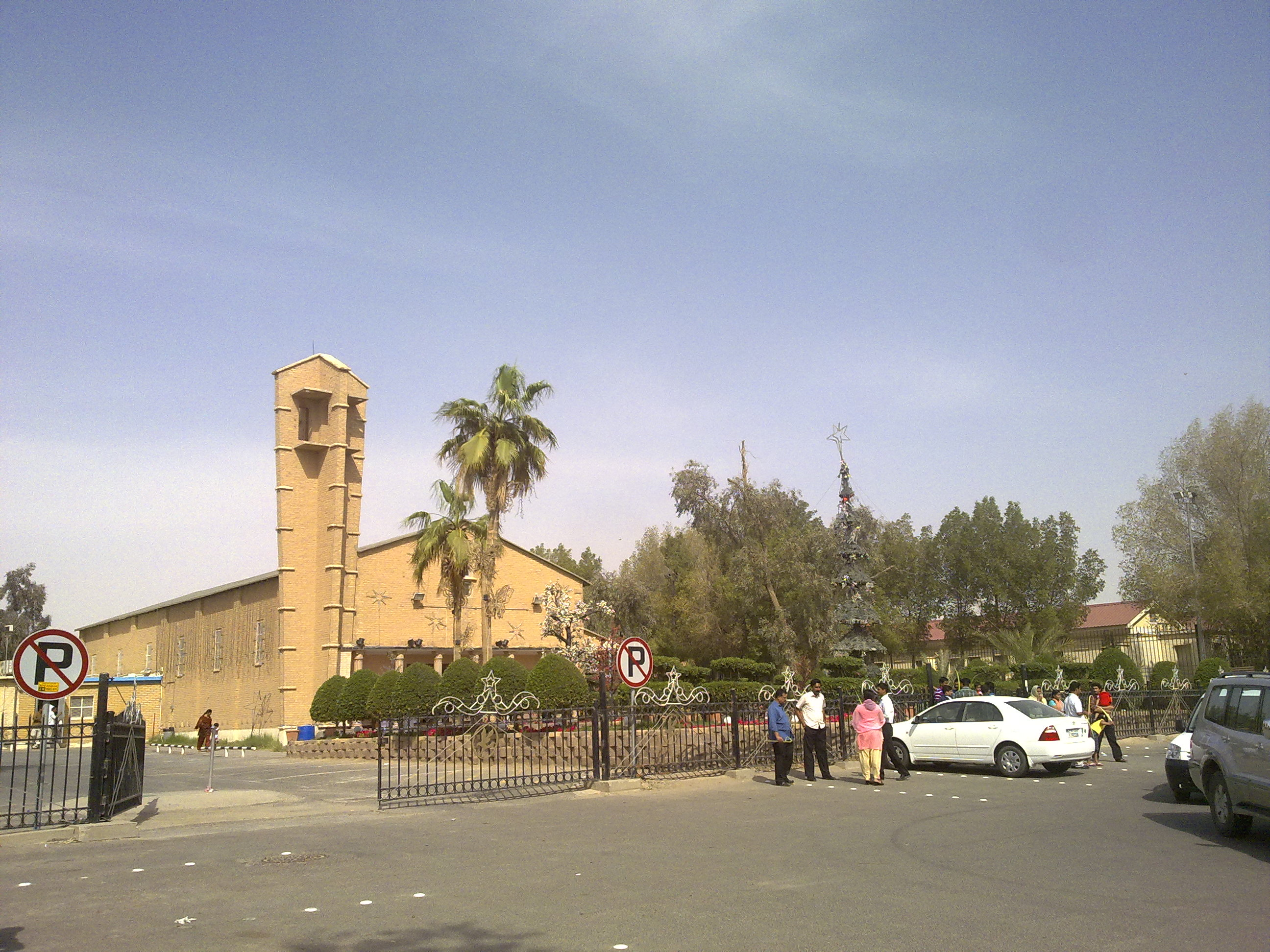
كنيسة سيدة الجزيرة العربيّة في الكويت.

تبلغ أعداد الطائفة المسيحية بين الوافدين والأجانب حوالي 400,000 مسيحي أي حوالي 14.3% من مجمل السكان. تمارس الطوائف المسيحية شعائرها الدينية بحرية تامة وهم يحملون إلى جانب المواطنين المسيحيين الكويتيين أكثر من 70 جنسية؛ ولا يجدون أي صعوبة في أداء شعائرهم وإضافة إلى الكتب المقدسة المترجمة بأكثر من 35 لغة لجميع الجاليات ولكن المشكلة تكمن في ضيق دور العبادة ومحدوديتها.
الكويت هي الدولة الوحيدة في دول مجلس التعاون الخليجي إلى جانب البحرين وقطر وسلطنة عمان التي لديها سكان محليين مسيحيين. وتتراوح أعداد المواطنين المسيحيين في الكويت بين حوالي 200-400 مواطن. وينتمي معظم المسيحيين وهي جماعة مُشكلّة من الفئات ذات الدخل المرتفع، والتي يغلب عليها الطابع التجاري في الكويت إلى 12 أسرة كبيرة، أبرزهما أسرة شماس (أصلها من تركيا) وشحيبر (أصلها من فلسطين). ويعتبر عموانيل غريب وهو قس كويتي وراعي الكنيسة الإنجيلية الوطنية في الكويت أول قس خليجي في العالم.
وفقًا لدراسة المؤمنون في المسيح من خلفية مسلمة: إحصاء عالمي وهي دراسة أجريت من قبل جامعة سانت ماري الأمريكيّة في تكساس سنة 2015 وجدت أن عدد المسلمين في الكويت المتحولين للديانة المسيحية يبلغ حوالي 350 شخص.

### الإمارات
التقديرات السكانية تشير إلى أن عدد المسيحيين في دولة الإمارات العربية المتحدة يصل إلى حوالى 500 ألف مسيحي، يتركزون في غالبيتهم في أبوظبي، والعين، ودبي والشارقة. في مدينة أبوظبي بنيت أربع كنائس، إضافة إلى مركز للجالية الإنجيلية، وكنيسة القديسة ماري في مدينة العين.
يشكل الكاثوليك غالبية المسيحيين مع 100 ألف، إضافة إلى كنيسة للطائفة الانغليكانية والبروتستانت والأرثوذكس الأقباط. أما في دبي، فتوجد كنيسة القديس فرنسيس الكاثوليكية في جبل علي، وفي الشارقة تم بنا‍ء الكنيسة الأرثوذكسية الروسية عام 2007 على قطعة ارض ممنوحة من الإمارة تصل مساحتها إلى أكثر من ألفي متر مربع، والروم الأرثوذكس يمثلون عدداً من أبناء الجاليات الروسية والأوكرانية وروسيا البيضاء وكازاخستان وأوزبكستان ومولدوفيا ورومانيا وبلغاريا وصربيا. كما يتواجد أيضا عدد من الموارنة اللبنانيين.
هناك اعتراف رسمي للطوائف المسيحية. كما فإن للمسيحيين الحرية في العبادة وارتداء الملابس الدينية، إن وجدت. ويسمح باستيراد وبيع المواد الدينية، إلا أن المحاولات لنشر المسيحية بين المسلمين غير مسموح بها وغير قانونية. وفقًا لدراسة المؤمنون في المسيح من خلفية مسلمة: إحصاء عالمي وهي دراسة أجريت من قبل جامعة سانت ماري الأمريكيّة في تكساس سنة 2015 وجدت أن عدد المسلمين في الإمارات المتحولين للديانة المسيحية يبلغ حوالي 200 شخص.

### قطر

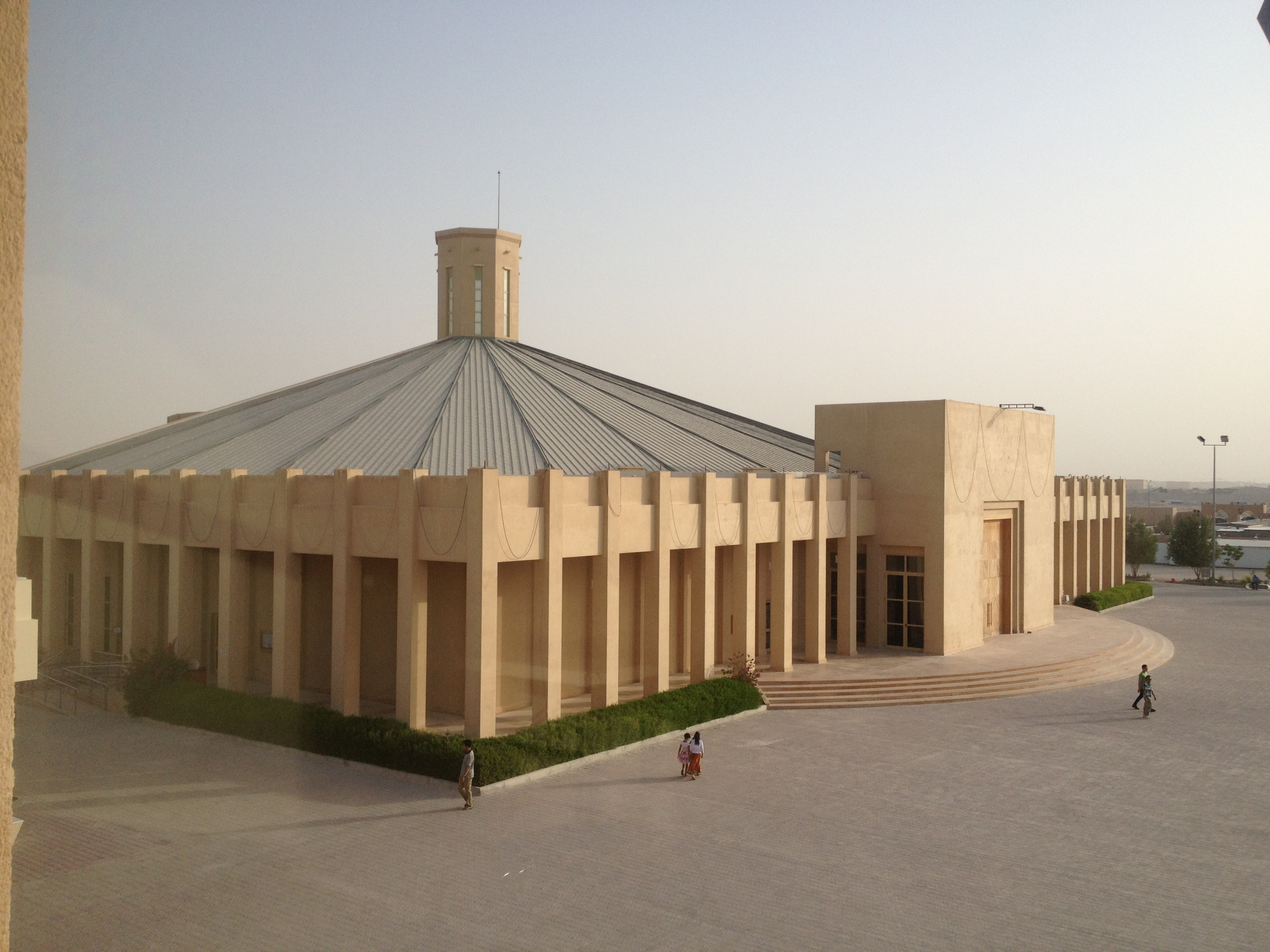
كنيسة سيدة الوردية في الدوحة، قطر.

يعيش في قطر نحو 200,000 مسيحي، بينهم 70,000 كاثوليكي، ويقدر أتباع الكنيسة الإنجيلية بين 7,000 - 10,000 عضو، كانوا يستخدمون مدرسة إنكليزية في العاصمة الدوحة مكانًا للعبادة. افتتحت الكنيسة الكاثوليكية الأولى عام 2008، وخلت من أي مظاهر مسيحية في الخارج، وسميت بكنيسة الوردية. الآن بات في الدوحة مجمع يضم خمس كنائس يجمع كل المذاهب، الأرثوذكس والإنجيليين والبروتستانت والكاثوليك، وهذا المجمع يخدم حوالى 200,000 مسيحي، من أصل 1,300 مليون وافد يعيشون في قطر، مقابل 500,000 مواطن قطري تقريباً.
تتكون الجالية المسيحية في قطر من خليط متنوع من الفلبينيين والهنود والأوروبيين والفلسطينيين والمصريين والسوريين واللبنانيين والأميركيين. لا توجد مجموعات تبشيرية تعمل في البلاد بشكل علني. تم تشكيل مجلس يتكون من أعضاء جميع الكنائس المسيحية للتنسيق بشكل مباشر مع وزارة الخارجية بشأن المسائل الدينية.
وفقًا لدراسة المؤمنون في المسيح من خلفية مسلمة: إحصاء عالمي وهي دراسة أجريت من قبل جامعة سانت ماري الأمريكيّة في تكساس سنة 2015 وجدت أن عدد المسلمين في قطر المتحولين للديانة المسيحية يبلغ حوالي 200 شخص.

### سلطنة عمان
يعيش في سلطنة عمان ويؤمن نحو 300,000 شخص مسيحي ينتمون إلى مختلف الكنائس وينضوون في 90 رعية. ينتمي كل المسيحيين تقريبًا إلى بلدان أخرى غير عمان. وتأتي الغالبية من الفلبين والهند أو الدول الغربية.
تتواجد في منطقة العاصمة مسقط أكثر من 50 جمعية للدين المسيحي. تعترف وزارة الأوقاف والشؤون الدينية العمانية بالكنيسة البروتستانتية في عمان، وبالابرشية الكاثوليكية العمانية وبمركز الأمانة. كذلك تتواجد مدارس مسيحية في عمان وجميعها تحت اشراف الاوقاف الإسلامية، ويبقى تدريس الدين الإسلامي إلزاميا في المدارس العامة. وفقًا لدراسة المؤمنون في المسيح من خلفية مسلمة: إحصاء عالمي وهي دراسة أجريت من قبل جامعة سانت ماري الأمريكيّة في تكساس سنة 2015 وجدت أن عدد المسلمين العُمانيين المتحولين للديانة المسيحية يبلغ حوالي 200 شخص.

### اليمن

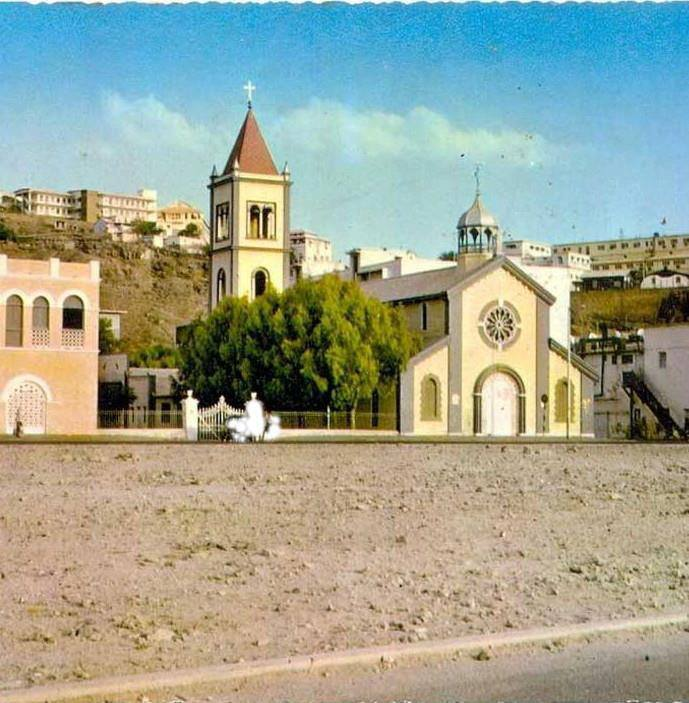
الكنيسة الكاثوليكية في عدن، تعود الصورة الى ستينات القرن الماضي.

يوجد نسبه قليله من المسيحيين في اليمن حيث يترواح عددهم بين 3,000 إلى حوالي 25,000 مسيحي. الغالبية العظمى من أصحاب الاقامه الموقته والتمثيل الدبلوماسي ويوجد من بينهم عدد قليل جدا من المهاجرين من أصول هنديه سبق وان حصلوا على الجواز اليمنية بالإضافة يوجد عدد من اليمنيين الاصليين من اعتننق المسيحية على الرغم من أن التبشير في القانون اليمني ممنوع والارتداد عن الإسلام حكمه الإعدام. يذكر أنه وبحسب دراسة تعود إلى عام 2015 حوالي 400 مواطن مُسلم يمني تحول إلى المسيحية.
توجد في مدينة عدن أربعة كنائس ثلاث تتبع الكنيسة الرومانية الكاثوليكية وواحدة تتبع الكنيسة الانغليكانية. توجد بعض من المنظمات والمؤسسات المسيحية في عدد من مدن اليمن منها البعثة المعمدانية الأمريكية والتي تمتلك مستشفى جبلة التابع لها والكنيسة الملحقة بالمستشفى بصورة قوية ويمتد نشاطها إلى محافظة تعز تحت شعار الاهتمام بالفقراء ودور الأيتام وسجون النساء.
منذ تصاعد الأزمة اليمنية في مارس 2015، بقي ستة قساوسة من الرهبنة الساليزيانية وعشرون عاملاً من الإرساليات الخيرية في البلاد وصفهم البابا فرانسيس بالشجاعة لثباتهم وسط الحرب والنزاع، ودعا النائب الرسولي لجنوب الجزيرة العربية بالصلاة لكل المضطهدين والمعذبين، المطرودين من منازلهم، والمقتولين ظلما. في كل الأحوال وبغض النظر عن قِيَمِ وأخلاقيات القوى المسيطرة والمتقاتلة في اليمن بخصوص الحريات الدينية والفكرية، لم يثبت أن هذه الإرساليات الخيرية نشطة في مجال التبشير وفق شهادات المستفيدين من خدماتهم.

## مواقع خارجية
- Sir Bani Yas, Abu Dhabi Islands Archaeological Survey. Gives online access to several of the cited publications